# Urna eletrônica

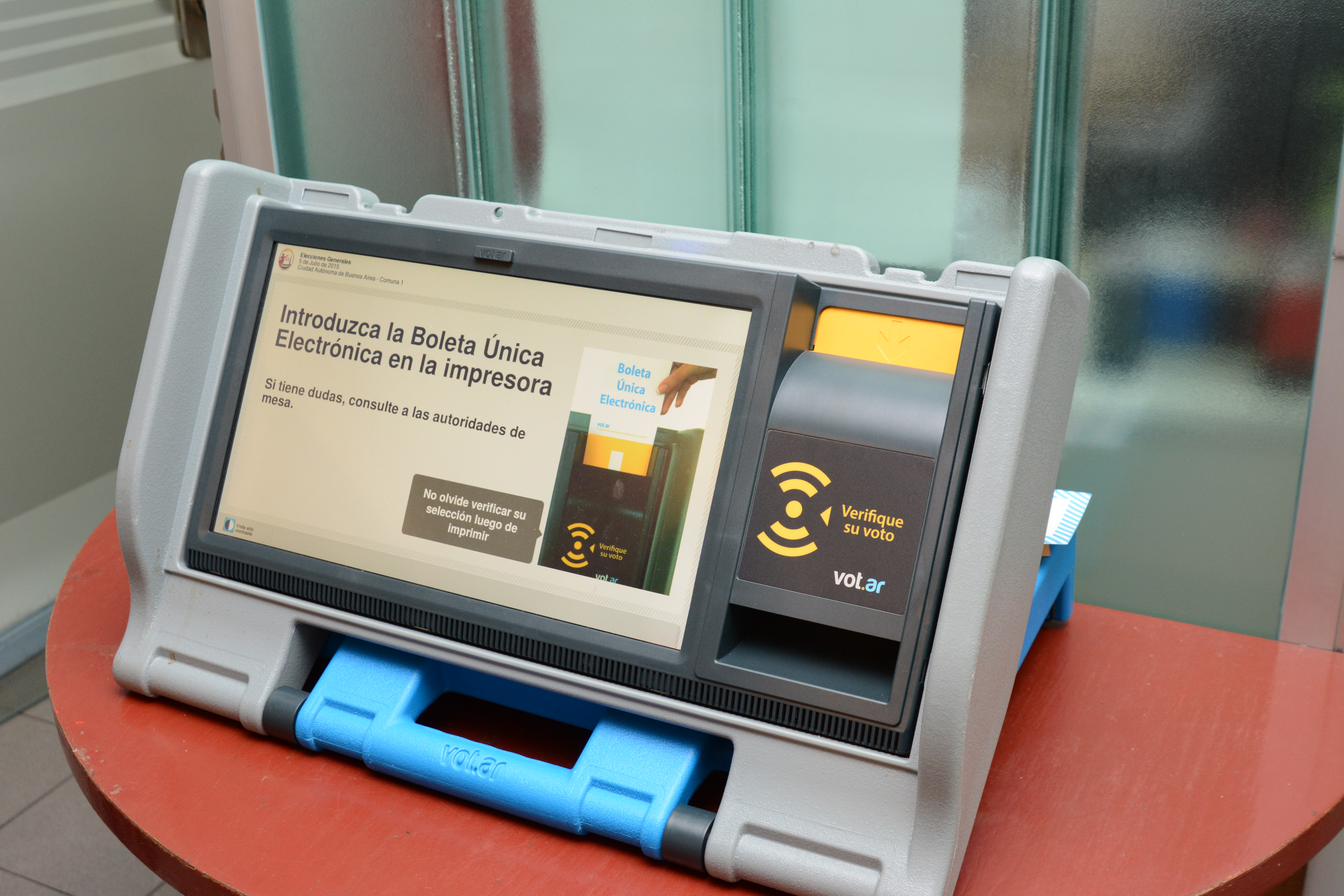
Urna eletrônica usada em Buenos Aires, Argentina, em 2015

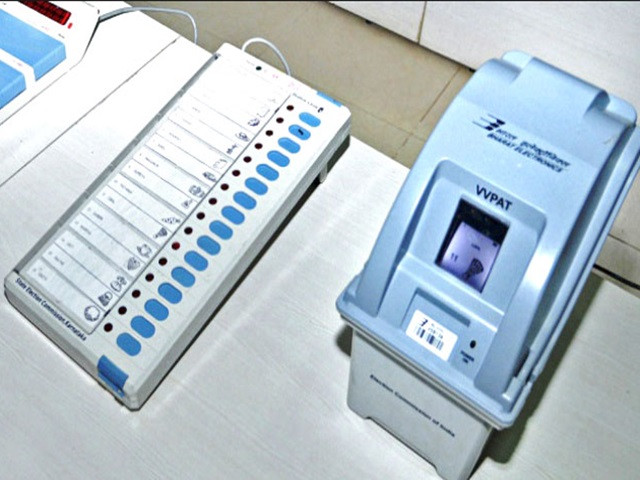
Modelo de urna eletrônica usado na Índia

Urna eletrônica (português brasileiro) ou eletrónica (português europeu) ou máquina de votação é a combinação de equipamentos mecânicos, eletromecânicos ou eletrônico (incluindo software, firmware e documentação necessária para controle do programa e apoiar equipamento), que é usado para definir escrutínios; expressos e contagem de votos; para relatar ou exibir resultados eleitorais; e para manter e produzir qualquer informação de trilha de auditoria. As primeiras máquinas de votação foram mecânicas, mas é cada vez mais comuns o uso de máquinas de votação eletrônicas.
Um sistema de votação inclui a práticas e a documentação associada usado para identificar versões desses componentes e componentes do sistema; para testar o sistema durante o seu desenvolvimento e manutenção; manter registos de erros do sistema ou defeitos; para determinar alterações específicas feitas após a certificação inicial; e disponibilizar qualquer material para o eleitor (tais como anúncios, instruções, formulários ou cédulas de papel).
Em 2006, a invenção da urna eletrônica foi escolhida como um dos 40 fatos ligados à software e hardware que mudaram rumos nos últimos 40 anos pela "SUCESU 40 ANOS", promovido pela SUCESU — Associação de Usuários de Informática e Telecomunicações — por ter tornado as eleições "mais ágeis, rápidas" e a apuração "transparente e segura".
De acordo com o Instituto Internacional para a Democracia e Assistência Eleitoral (International Idea) — organização independente que acompanha processos eleitorais em todo o mundo —, 23 países usam sistemas de votação eletrônica em eleições nacionais, dentre 167 analisados. Há também outros 18 países que adotam a tecnologia em eleições regionais. Alguns estados norte-americanos também o utilizam.

## Modelos
Máquinas de votação têm diferentes características de usabilidade, segurança, eficiência e precisão. Certos sistemas podem ser mais ou menos acessíveis aos eleitores, ou não estar acessível para os eleitores com determinados tipos de deficiência. Também podem ter um efeito na capacidade do público em supervisionar as eleições.

### Primeira geração

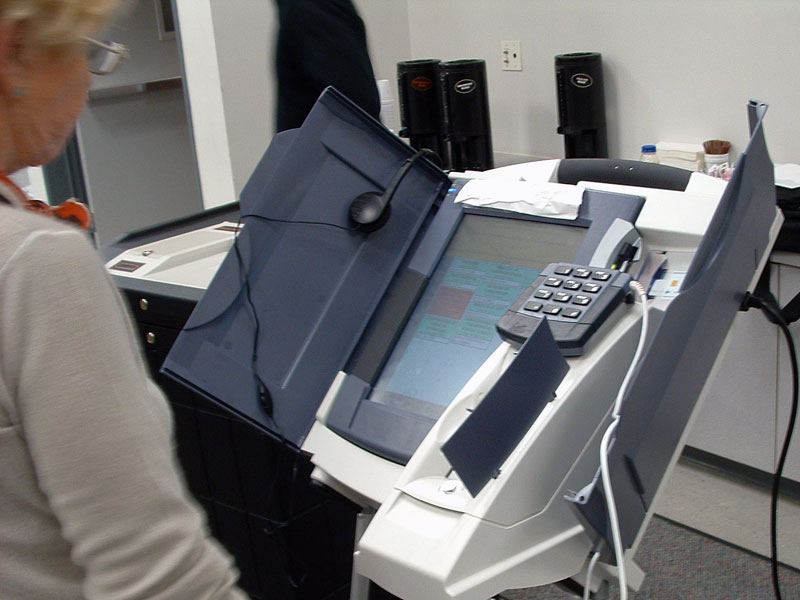
Máquina do tipo DRE.

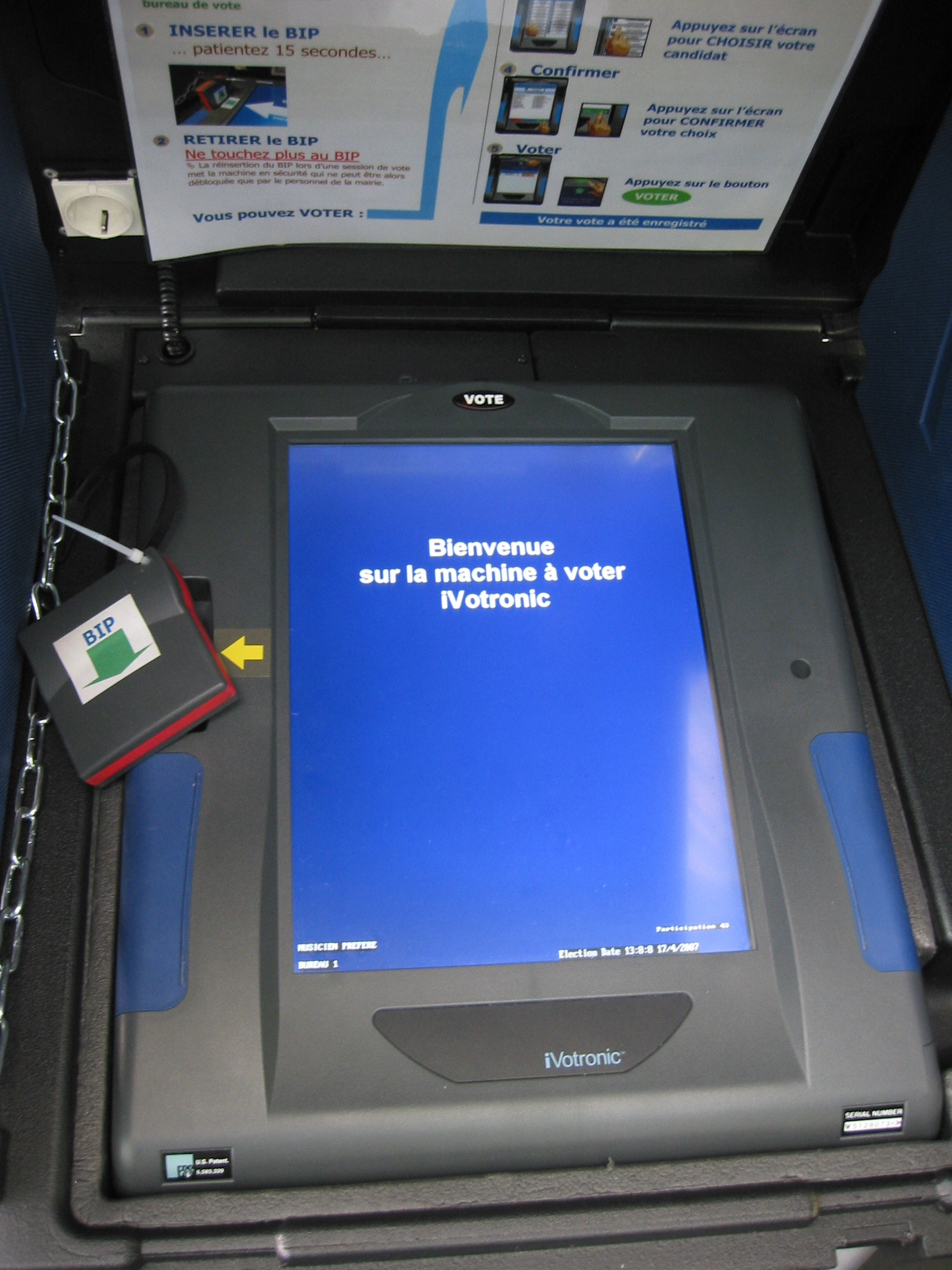
Máquina de votação usada em Issy-les-Moulineaux durante a eleição presidencial da França em 2007

O primeiro modelo ou primeira geração de máquinas eletrônicas de votar tem por característica a desmaterialização do voto e sua gravação em meio digital eletrônico para posterior apuração. Por isso, na literatura internacional, são denominadas por "Direct Recording Electronic voting machines" ou, simplificadamente, "máquinas DRE".

### Segunda geração
As dificuldades para se determinar, na prática, a confiabilidade técnica do software instalado em milhares de equipamentos no dia da eleição, levou ao surgimento de uma segunda leva ou segunda geração de máquinas de votar, que passaram a adotar o princípio da independência do software em sistemas eleitorais.
A principal característica dessas máquinas de votar de segunda geração é que registram o voto em duas vias independentes — uma virtual/digital e outra material/em papel — para que se possa fazer uma auditoria do resultado por meio independente do software do equipamento. Na literatura internacional, o voto materializado em papel costuma ser chamado por "Independent Voter-Verifiable Record (IVVR)" ou por "Voter Verifiable Paper Audit Trail (VVPAT)".
Equipamentos eleitorais com IVVR ou VVPAT podem ser implementados por digitalização do voto escrito pelo eleitor (voto escaneado) ou por impressão do voto em máquinas DRE (voto impresso conferível pelo eleitor).

### Terceira geração
Em novembro de 2009, no município de Takoma Park (EUA), ocorreu a primeira experiência oficial com uma nova modalidade de máquinas de votar que utilizava o sistema Scantegrity.
Este novo modelo, ou terceira geração de máquinas de votar, é caracterizada pelo uso de voto escaneado e criptografado com recursos técnicos tais que permite ao próprio eleitor acompanhar e conferir a correta apuração do seu voto, independentemente de confiar no software, mas sem que possa revelar o próprio voto para terceiros.

## Utilização pelo mundo

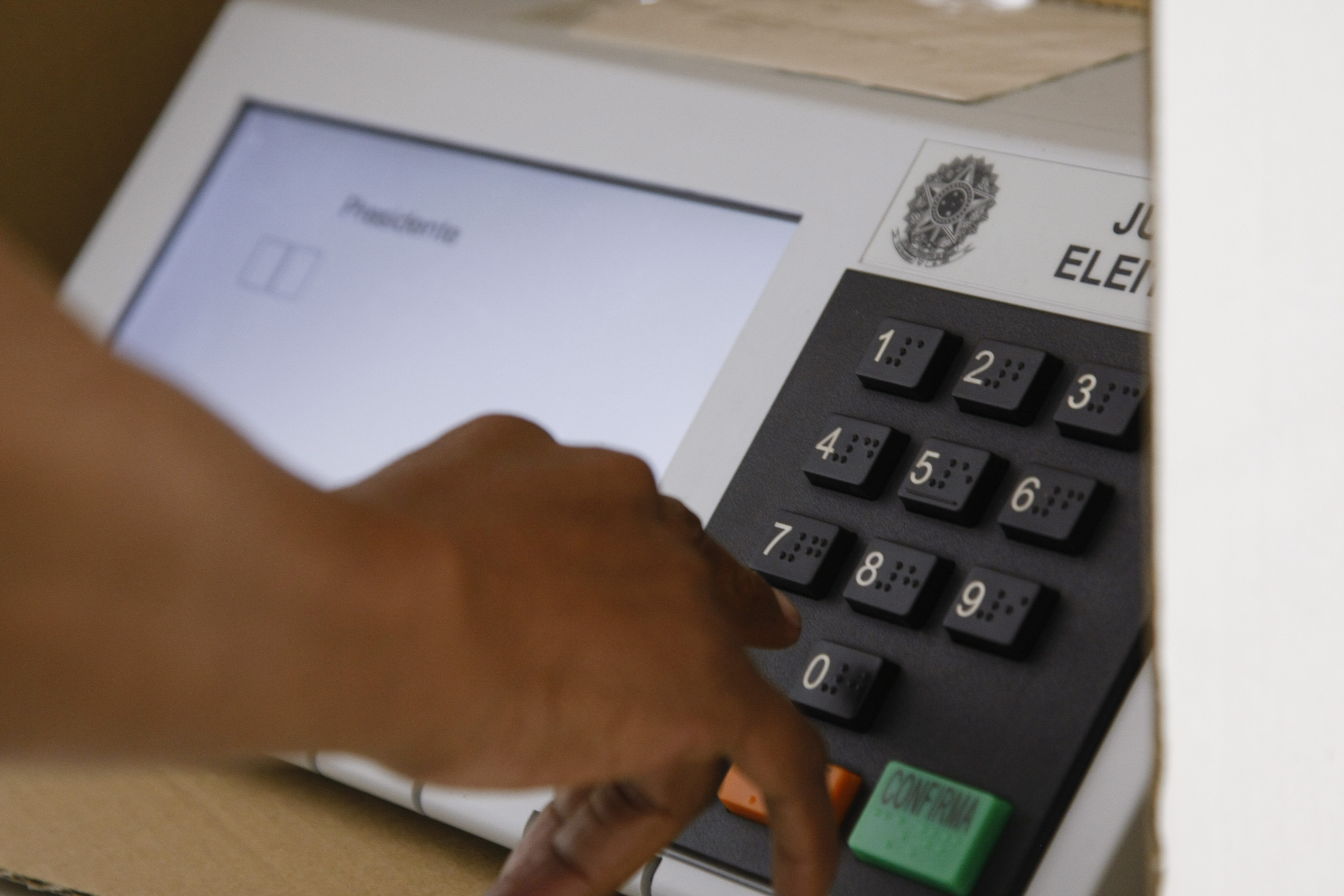
Eleitor usando coletor eletrônico de voto brasileiro na Asa Sul, em Brasília, durante as eleições de 2014

Máquinas DRE de 1.ª geração começaram a ser usadas em experiências na Índia em 1990, nos Países Baixos em 1991 e no Brasil em 1996, onde passaram a receber a denominação de "urnas eletrônicas". E foi no Brasil que pela primeira vez, em 2000, todos os eleitores votaram em urnas eletrônicas. Ainda existe uma controvérsia sobre o voto pelo celular no Brasil por não ter garantia de segurança, sigilo do voto e eficiência. Porém, em 2008, depois de 17 anos das primeiras experiências, o uso de máquinas DRE sem comprovantes impressos do voto foi proibido na Holanda por falta de confiabilidade. Na Índia, as experiências para implantação do VVPAT se iniciaram em 2011.
Em março de 2009, máquinas DRE de 1.ª geração, sem voto impresso, foram declaradas inconstitucionais na Alemanha pela mais alta corte judicial do país, por não atenderem o Princípio da Publicidade no processo eleitoral, isto,é, por não permitirem ao eleitor conferir o destino do seu voto sem precisar de conhecimento técnicos especializados. Na Bélgica, a adoção de urnas de 2.ª geração com voto impresso ocorreu em 2012.
Nos Estados Unidos, em 2007, foi reeditada a norma técnica para equipamentos eleitorais "Voluntary Voting System Guidelines"  pelo órgãos federais norte-americanos EAC (Election Assistance Commission) e NIST (National Institute of Standards and Technology) na qual máquinas DRE sem voto impresso foram descredenciadas por não atenderem o princípio da independência do software em sistemas eleitorais. A reedição de 2009 dessa norma técnica mantém a exigência de sistemas de 2.ª geração. Até agosto de 2008, trinta e nove estados dos EUA, três estados do México e algumas províncias do Canadá criaram leis que exigem o voto impresso conferido pelo eleitor em urnas eletrônicas e não autorizam que a identificação biométrica do eleitor seja feita na própria máquina de votar.
Na eleição municipal de 09/out/2011 na cidade de Resistência, capital da Província Del Chaco no norte da Argentina o desempenho do equipamento eleitoral Vot-Ar argentino foi descrito no «2.º Relatório do CMind». Em 2011, a Argentina iniciou a implantação de equipamentos eletrônicos Vot-Ar de 3.ª geração, com registro simultâneos impresso e digital do voto. Na Província de Salta, 33% dos eleitores votaram nas novas urnas com voto impresso e a previsão é de ampliar para 66% em 2013 e 100% dos eleitores em 2015. No México, em 2012, estão sendo feitas eleições com urnas eletrônicas de 2.ª geração com voto impresso na Província de Jalisco. No Equador, as urnas brasileiras utilizadas em 2004 foram abandonadas e passou-se a usar urnas de 2.ª geração (modelos da Venezuela e da Rússia) e de 3.ª geração (modelo da Argentina) nas eleições provinciais de fevereiro de 2014.
Na Venezuela, em 2004, foi adotado o "modelo DRE com voto impresso", de 2.ª geração. No Paraguai foram feitas experiências com as urnas eletrônicas brasileiras entre 2003 a 2006, mas em 2008 o seu uso foi proibido por falta de confiança no equipamento pelos partidos de oposição.
Em 5 de outubro de 2006 o grupo neerlandês Wij vertrouwen stemcomputers niet (em português, literalmente: "Não acreditamos em urnas eletrônicas") e a associação alemã de hackers Chaos Computer Club demonstraram na televisão neerlandesa a manipulação de urnas eletrônicas do tipo ES3B da empresa Nedap, usadas em 90% das eleições nos Países Baixos além de serem empregadas na Alemanha, França e Estados Unidos. Em consequência dos resultados do relatório de uma Comissão Parlamentar de Inquérito, o Governo dos Países Baixos decidiu no final de setembro de 2007 não prolongar o licenciamento de urnas eletrônicas da empresa Nedap para fins eleitorais. Em março de 2009, o Tribunal Constitucional Federal da Alemanha determinou que as urnas eletrônicas que não atendem ao princípio da independência do software em sistemas eleitorais. Em 16 de maio de 2008, os Países Baixos proibiram o uso de urnas eletrônicas por alegações de falta de segurança.
Em 2014, a Índia passou a usar urnas com voto impresso que atendem ao princípio da independência do software em sistemas eleitorais. O Equador implementará o voto eletrônico em suas eleições em 2017, fazendo um teste em 2014 em algumas províncias, usando as tecnologias desenvolvidas na Argentina, Venezuela e Rússia.

## Galeria

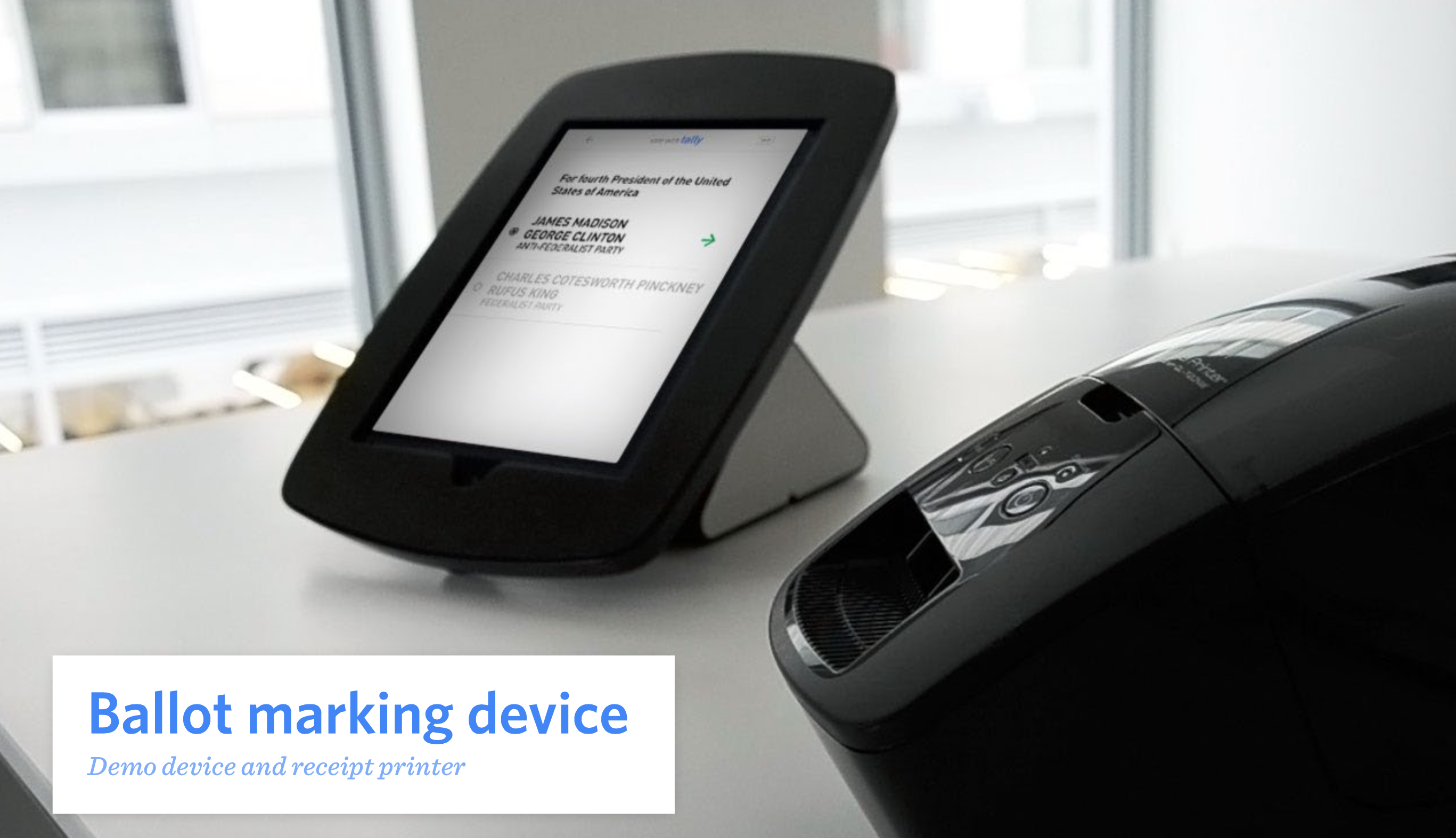
Máquina TallyVoting Tally1 DRE em teste em Washington, DC.
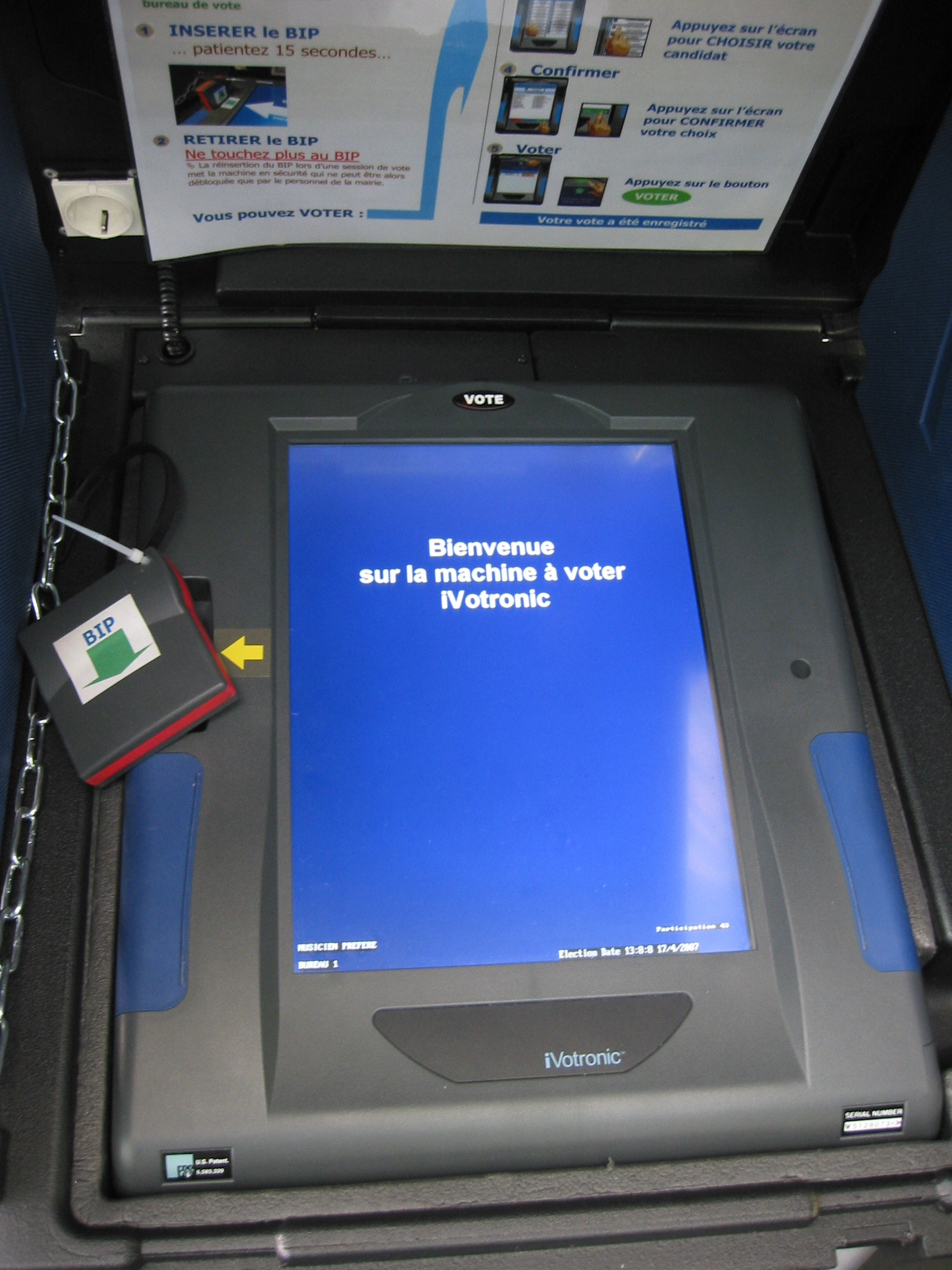
Máquina de votação ES&S iVotronic DRE usada em Issy-les-Moulineaux nas eleições presidenciais francesas de 2007.
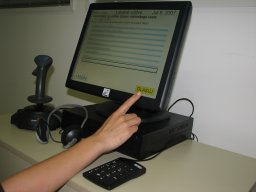
ISG TopVoter, máquina de votação projetada especificamente para eleitores com deficiência.
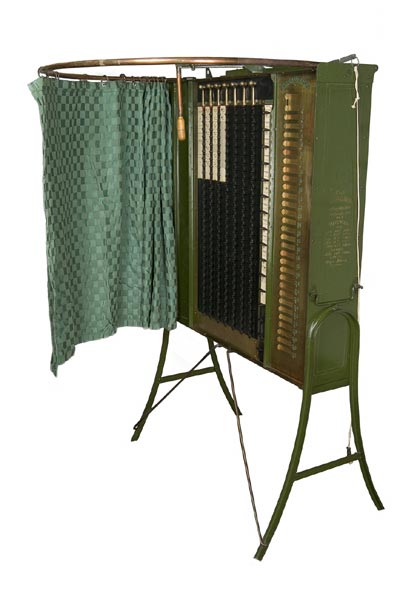
Máquina de votação projetada por Alfred J. Gillespie e comercializada pela Standard Voting Machine Company de Rochester, New York desde o final dos anos 1890.
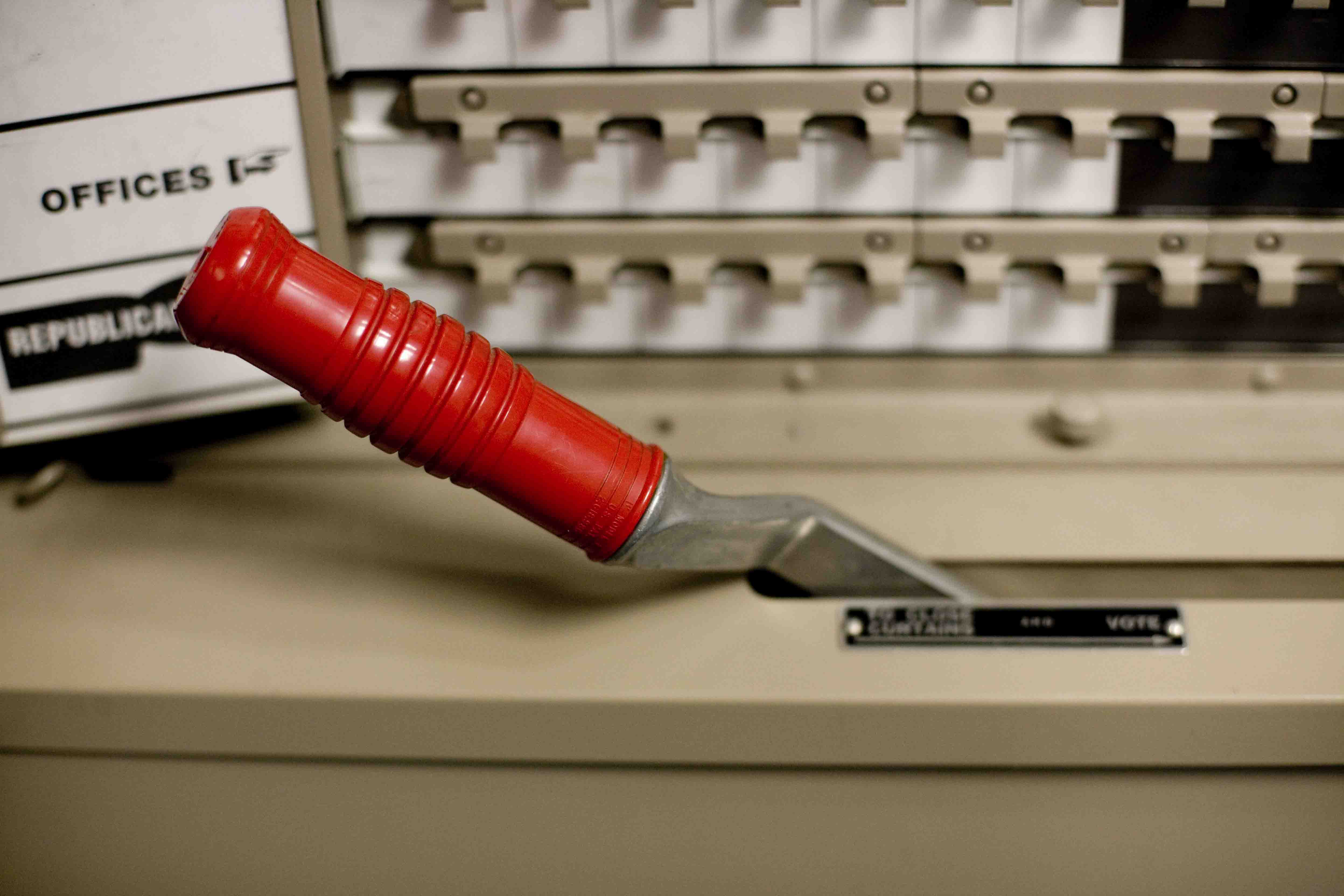
Máquina de votação por alavanca mecânica ainda em uso em 2008 em Kingston, New York.
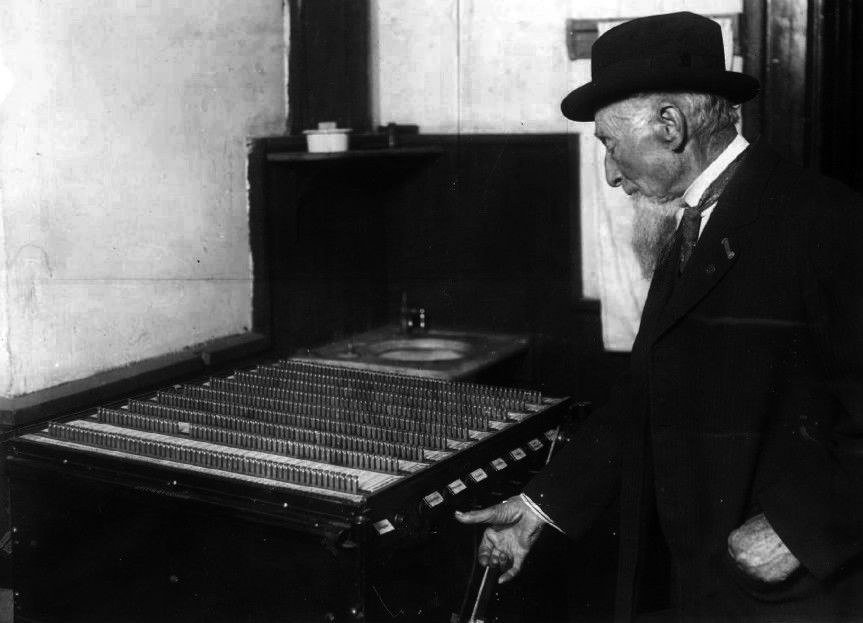
Máquina de votação por rolo de pianola McTammany, 1912.
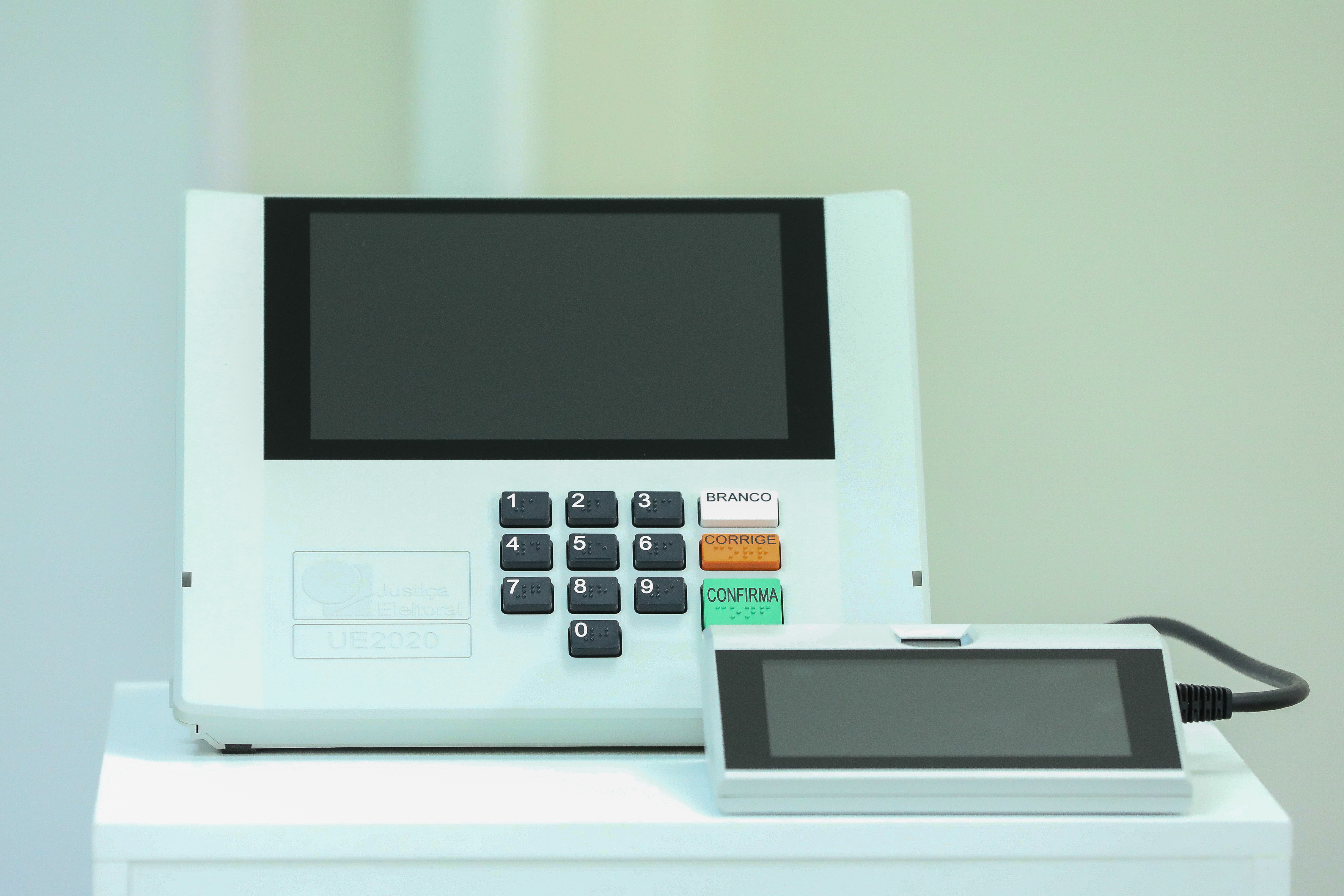
Máquina de votação DRE brasileira com terminal para mesários, utilizada em todas as eleições desde 2000.
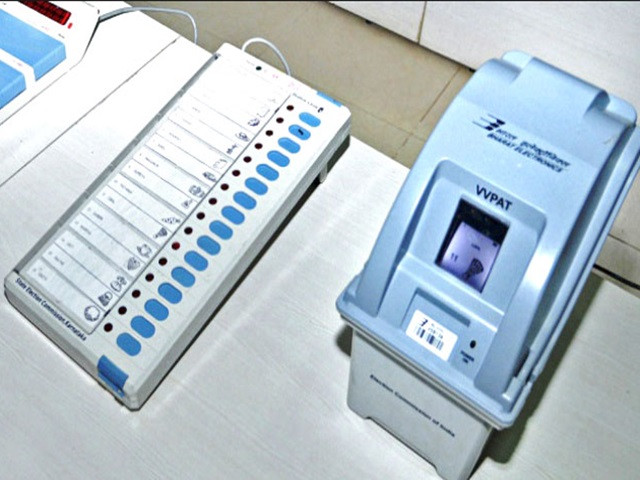
Máquina de votação DRE indiana usada em todas as grandes eleições com unidade de cédula separada e unidade VVPAT.
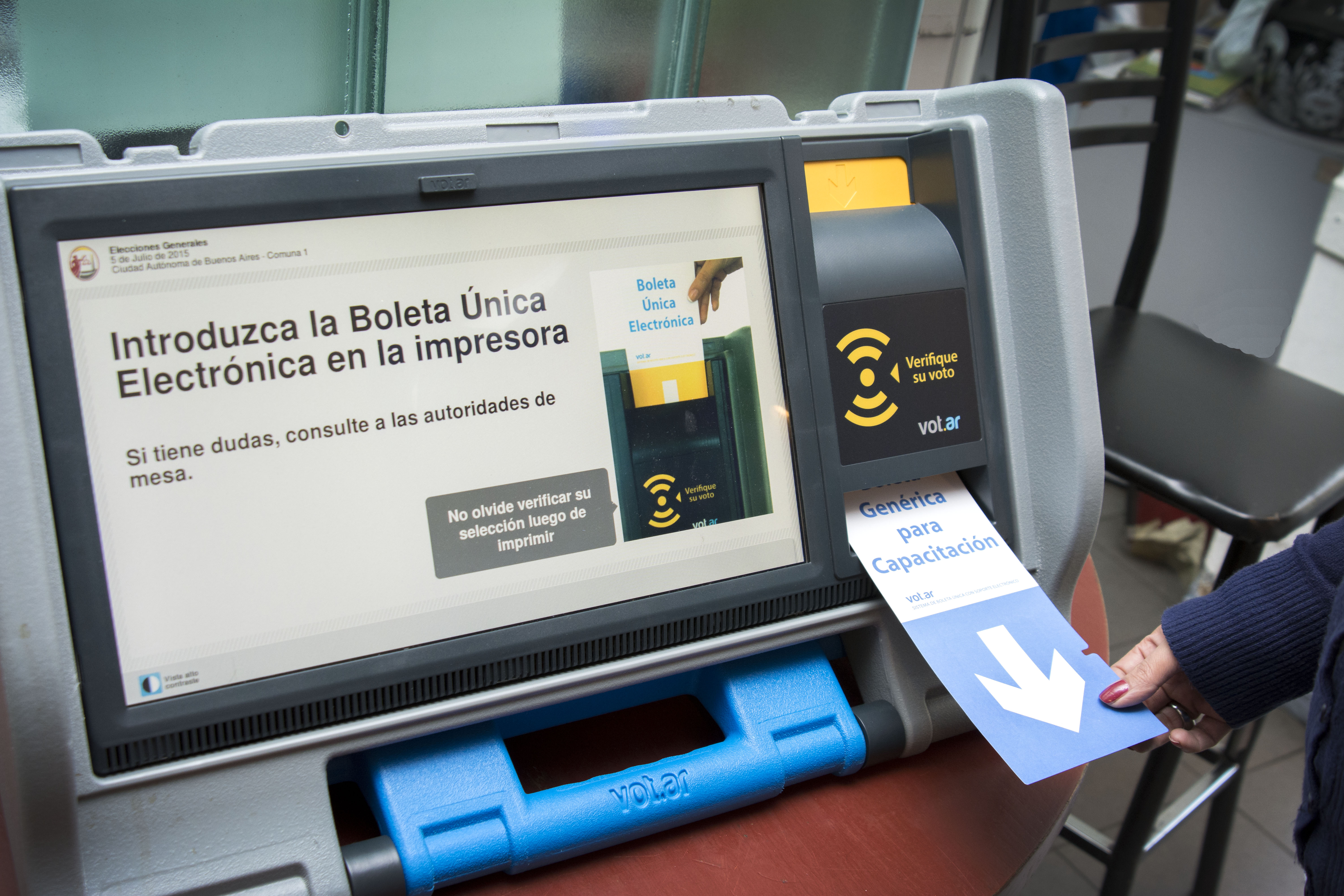
Máquina de votação argentina com sua cédula VVPAT distinta com RFID para autenticação em dois fatores.